# Паутов, Николай Александрович
Николай Александрович Паутов (1898—1959) — советский учёный, врач-оториноларинголог, доктор медицинских наук, профессор, полковник медицинской службы.

## Биография
Родился 20 ноября 1898 года в Санкт-Петербурге.
В 1921 году окончил Военно-медицинскую академию в Петрограде, после чего остался в аспирантуре на кафедре отоларингологии. В 1923 году защитил кандидатскую диссертацию.
С 1925 по 1928 год был начальником ЛОР отделения в Минском военном госпитале, а также параллельно преподавателем на ЛОР кафедре в Минском медицинском институте.
В 1928 году организовал ЛОР кафедру в Омском медицинском институте и был её первым заведующим. В 1929 году стал профессором. В 1935 году защитил докторскую диссертацию.
В 1941—1942 годах был заведующим кафедрой отоларингологии Куйбышевской военно-медицинской академии.
С 1942 по 1956 год был заместителем начальника кафедры отоларингологии Военно-медицинской академии в Ленинграде. Одновременно в 1951—1956 годах являлся главным оториноларингологом Советской армии.
В 1957 году был уволен в запас, после чего стал заведующим кафедрой оториноларингологии Ленинградского санитарно-гигиенического медицинского института, которой руководил до своей смерти.
Умер 2 февраля 1959 года в Ленинграде. Похоронен на Богословском кладбище.
Сын Виктор (1926—2020) стал известным микробиологом.

## Научные работы
Автор свыше 80 научных работ. Занимался изучением анатомических вариантов строения слуховой трубы, патологии околоносовых пазух при атрофических ринитах, влияния внутриносовой травмы на растущий организм, акустических свойств черепа и костной проводимости при заболеваниях околоносовых пазух. Во время Великой Отечественной войны и после неё внес большой вклад в разработку рационального лечения огнестрельных ранений шеи, в том числе устранения посттравматических стенозов гортани. Предложил модели гортанных протезов-дилататоров, способы щадящих операций при раке гортани.
Автор нескольких глав в руководстве по оториноларингологии для врачей под редакцией С. М. Компанейца и А. А. Скрыпта (1937), 4 главы 8-го тома «Опыта советской медицины в Ве¬ликой Отечественной войне 1941—1945 гг.», «Руководства по военно-полевой хирургии» (под ред. С. И. Банаитиса; 1955).
Под его руководством защищено 2 докторских и 15 кандидатских диссертаций.

## Награды
- Медаль «За боевые заслуги»
- Медаль «За победу над Германией в Великой Отечественной войне 1941—1945 гг.»
- Орден Ленина
- Орден Красного Знамени
- Орден Красной Звезды